# 洲心街道
洲心街道，是中华人民共和国广东省清远市清城区下辖的一个乡镇级行政单位。2020年人口240684人。

## 行政区划
洲心街道下辖以下地区：
洲心社区、振南社区、永安社区、连江社区、凤鸣社区、光明社区、洲沙社区、沥头社区、塘坦社区、连石社区、青联社区、沙湖社区、联岗社区、凤凰社区、伦洲社区、三角社区和南埗社区。

## 交通
- 京广高速铁路：清远站
- 广清城际：清城站